# Playa Pascual
Playa Pascual ist eine vormals eigenständige Stadt in Uruguay, die seit dem 25. Oktober 2006 zur neugeschaffenen Stadt Ciudad del Plata gehört, deren Barrio sie nun ist.

## Geographie
Playa Pascual befindet sich auf dem Gebiet des Departamento San José in dessen Sektor 6 am Río de la Plata. Die Stadt liegt westlich von Delta del Tigre y Villas sowie südwestlich von Santa Mónica und südöstlich von Cerámicas del Sur.

## Infrastruktur
Durch Playa Pascual führt die Ruta 1.

## Einwohner
Die Einwohnerzahl von Playa Pascual beträgt 6.870 (Stand: 2011), davon 3.372 männliche und 3.498 weibliche.
| Jahr | Einwohner |
| ---- | --------- |
| 1963 | 380       |
| 1975 | 2.283     |
| 1985 | 2.797     |
| 1996 | 4.584     |
| 2004 | 5.653     |
| 2004 | 6.870     |

Quelle: Instituto Nacional de Estadística de Uruguay